# Sovoluská Lhota
Sovoluská Lhota je vesnice, část obce Lipoltice v okrese Pardubice. Nachází se asi 1,5 km na západ od Lipoltic. V roce 2009 zde bylo evidováno 74 adres. V roce 2001 zde trvale žilo 10 obyvatel.
Sovoluská Lhota je také název katastrálního území o rozloze 1,28 km2.